# Murtas
Murtas es un municipio y localidad de España, en la provincia de Granada, comunidad autónoma de Andalucía. Está situado en la sierra de la Contraviesa y en la parte suroriental de la Alpujarra Granadina y su término municipal comprende desde las alturas del Cerrajón de Murtas hasta casi la costa mediterránea. El municipio está formado por los núcleos de Murtas, Cojáyar y Mecina Tedel, así como diversos diseminados.

## Historia
La zona del municipio situada en la sierra de la Contraviesa, forma parte del Sitio Histórico de la Alpujarra Media y La Taha, que junto con el limítrofe conjunto histórico del barranco del Poqueira, conforma el conjunto de patrimonio histórico protegido más grande de toda Europa.
Murtas procede del término mozárabe “mirtos”, referido al árbol de tal especie, mirto o arrayán. Se han hallado hachas y otros restos arqueológicos de la Edad de Bronce que permiten asegurar que en este territorio hubo asentamientos humanos desde el Neolítico. Durante el periodo nazarí, Murtas perteneció a la taha de Cehel. Tras la conquista de los Reyes Católicos la población morisca opuso fuerte resistencia a la presión cristiana, protagonizando el levantamiento bajo el mando de Abén Humeya. Esta rebelión desembocó en la expulsión del pueblo sublevado y el consiguiente despoblamiento de la zona.
Durante el reinado de Fernando VII, Murtas se convirtió en sede del colegio militar, un centro de enseñanza militar creado en 1809 con sede en Sevilla, trasladado a San Fernando en abril de 1810 y a Granada en 1820. A causa de la llegada del cuerpo de ejército llamado Los cien mil hijos de San Luis, al mando del duque de Angulema, el colegio se trasladó a Murtas el 16 de julio de 1823, regresando a Granada el 16 de agosto siguiente, donde quedó disuelto el 27 de septiembre de 1823.

## Geografía

### Ubicación
| Noroeste: Cádiar | Norte: Ugíjar | Noreste: Alcolea |
| Oeste: Albondón  |               | Este: Turón      |
| Suroeste Albuñol | Sur: Albuñol  | Sureste: Turón   |

### Clima
Murtas goza de las mismas temperaturas que el resto de La Alpujarra y se caracteriza por poseer la mayor cantidad de días de sol al año de toda Europa, además de un bajo régimen de precipitaciones, con una media en los últimos años de 536 mm anuales. La originalidad climática de municipio es evidente; por un lado, la diferencia de altitud implica un característico escalonamiento climático de flora y fauna; de otro lado, la gran influencia del cercano mar Mediterráneo.
Tiene una temperatura media de 15.60 °C, una temperatura media mínima de 9.80 °C y una temperatura media máxima de 18.44 °C. Los veranos son suaves con temperaturas diurnas medias no superiores generalmente a los 22 °C; son óptimas las estaciones de primavera y otoño, cuyas temperaturas diurnas pueden oscilar entre 15 y 20 °C; los inviernos son generalmente secos con temperaturas diurnas bastante suaves, cuya media gira en torno a los 10 o 12 °C. En todo caso, Murtas está exento de los rigores de los fríos vientos del norte, al estar protegido por las altas cumbres de Sierra Nevada y posee la influencia dulcificadora del mar.
Una de las características más destacables del municipio la constituyen su flora y fauna, gozando ambas de gran diversidad y variabilidad. Pertenece al bosque mediterráneo, cuenta con multitud de especies vegetales endémicas, con especies autóctonas y con multitud de arbustos y plantas aromáticas, todas propias del bosque mediterráneo.

### Cerrajón
El término municipal está dominado por el Cerrajón de Murtas, punto más alto de la sierra Contraviesa a 1507 m de altitud. Desde su mirador se pueden contemplar las sierras de Gádor, Lújar, Sierra Nevada y el mar Mediterráneo.

## Demografía
Murtas cuenta con una población de 437 habitantes (INE 2024).
| Gráfica de evolución demográfica de Murtas entre 1842 y 2021 |
| |
| Población de derecho según los censos de población del INE Población de hecho según los censos de población del INEEn 1930 crece el término del municipio porque incorpora a Cojayar, Mecina Tedel |

La población del municipio se encuentra distribuida de la siguiente forma:
| Unidad poblacional | Hab. |
| ------------------ | ---- |
| Murtas             | 288  |
| Mecina Tedel       | 16   |
| Cojáyar            | 48   |
| diseminados        | 103  |
| TOTAL              | 455  |

## Economía

### Evolución de la deuda viva municipal
| Gráfica de evolución de la deuda viva del Ayuntamiento de Murtas entre 2008 y 2019                                |
| |
| Deuda viva del Ayuntamiento de Murtas en miles de euros según datos del Ministerio de Hacienda y Función Pública. |

## Administración y política
Los resultados en Murtas de las últimas elecciones municipales, celebradas en mayo de 2023, son:
| Elecciones Municipales - Murtas (2023) | Elecciones Municipales - Murtas (2023)   | Elecciones Municipales - Murtas (2023) | Elecciones Municipales - Murtas (2023) | Elecciones Municipales - Murtas (2023) |
| Partido político                       | Partido político                         | Votos                                  | Votos                                  | Concejales                             |
| -------------------------------------- | ---------------------------------------- | -------------------------------------- | -------------------------------------- | -------------------------------------- |
|                                        | Partido Popular (PP)                     | 156                                    | 72,22 %                                | 5                                      |
|                                        | Partido Socialista Obrero Español (PSOE) | 55                                     | 16,88 %                                | 2                                      |

## Centros educativos
El municipio dispone de los siguientes centros educativos:
- CEIP Murtas-Turón: colegio de educación infantil y primaria
- SEP Murtas: centro de educación de adultos

## Cultura

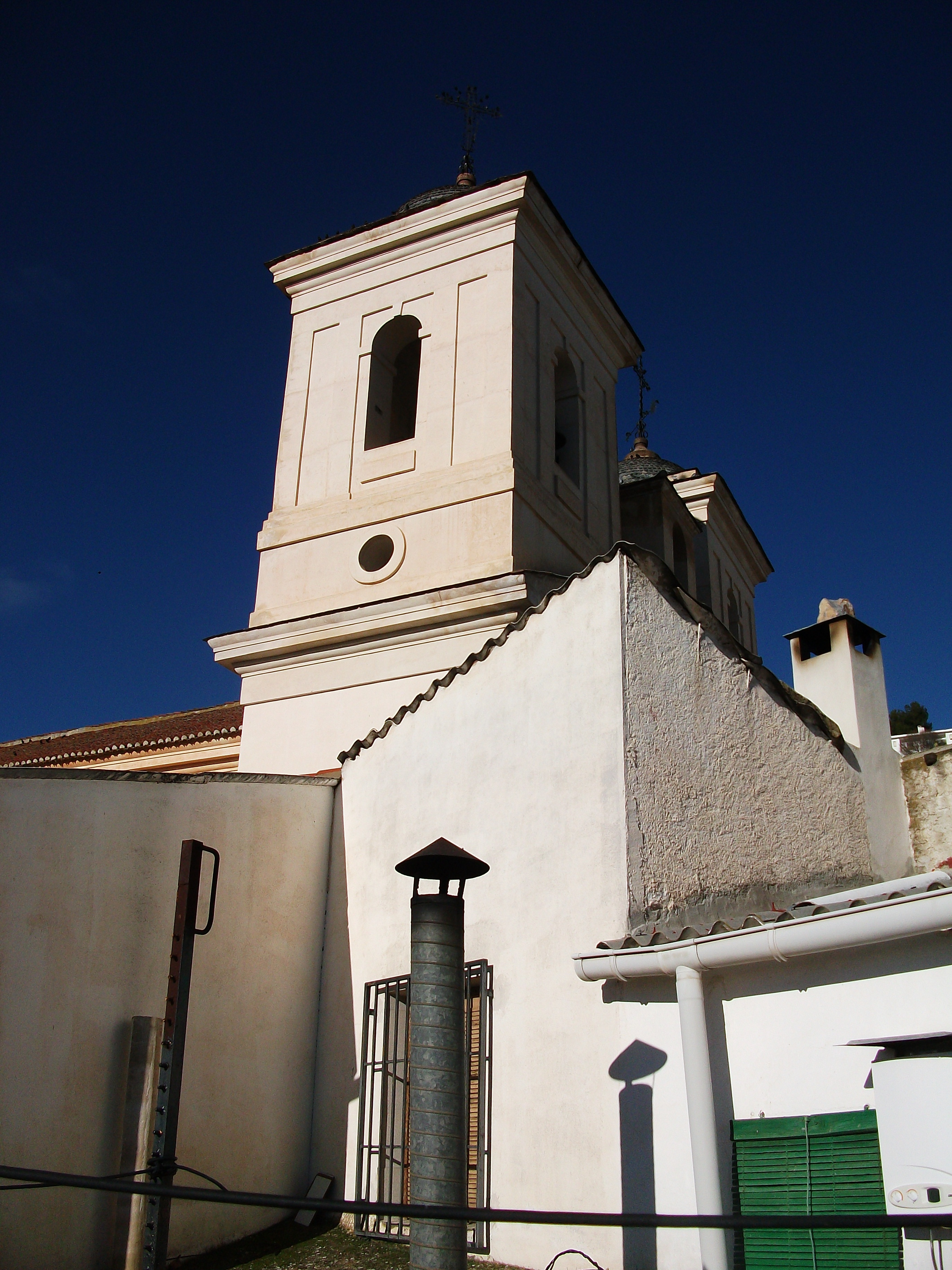
Iglesia de San Miguel

En Murtas, cuna del trovo,[cita requerida] no faltan durante sus fiestas esas coplas acompañadas de sus instrumentos de cuerda, que desde tiempos remotos han acompañado y animado las reuniones en los pueblos de la zona. En 1983 y 2002, se celebró en Murtas el Festival de Música Tradicional de la Alpujarra.

### Patrimonio inmaterial
Las fiestas en honor a la patrona comienzan con las novenas en su honor unos días antes, pero es el día 2 de mayo cuando la Santa Cruz de plata es bajada en procesión desde la ermita que lleva su nombre, hasta la iglesia parroquial, donde es adorada hasta el 4 de mayo, día en que vuelve a su ermita. El día 3 se celebran misa y procesión en honor a la Santa Cruz. A todos los lugareños y foráneos que visitan las fiestas se les invita a comer migas con engañifa acompañadas con vinos propios de la Contraviesa.
Las fiestas en honor del patrón, San Miguel, se celebran el 29 y 30 de septiembre, con misa, procesión y comida en la plaza del pueblo.
La comisión de fiestas invita a todos quienes pasen por allí el día 30 a comer una gran paella en la plaza del pueblo.
También se celebra la Semana Cultural la primera semana de agosto, con talleres, juegos, escursiones, etc.